# Punjabstadion
Het Punjabstadion is een multifunctioneel stadion in Lahore, Pakistan. Het stadion wordt gebruikt voor voetbal, atletiek, kabaddi en rugby. Het stadion werd geopend in 2003 en de bouw kostte $220 miljoen. In het stadion is plek voor 10.000 toeschouwers. De voetbalclubs WAPDA F.C., Wohaib F.C. en ook het nationale voetbalelftal maken weleens gebruik van dit stadion.
Op 30 september 2007 werd in dit stadion de finale gespeeld van de AFC President's Cup. In de finale stonden Mahendra PC Kathmandu en Dordoi-Dynamo Naryn en eindigde in 1–2. Ook de halve finales en de meeste groepswedstrijden werden in dit stadion afgewerkt.